# Michael Butter
Michael Butter (* 26. Mai 1977 in München) ist ein deutscher Amerikanist. Seit 2014 ist er Professor für Amerikanische Literatur und Kulturgeschichte an der Universität Tübingen. Zu seinen Forschungsschwerpunkten gehören Verschwörungstheorien, Film und Fernsehen sowie Kolonialzeit und die Frühe Republik (USA). Er leitet ein EU-Forschungsprojekt zur Analyse von Verschwörungstheorien.

## Leben und akademische Laufbahn
Nach seinem Abitur am Hellenstein-Gymnasium Heidenheim im Juni 1996 studierte Butter von 1997 bis 2003 Anglistik, Germanistik und Geschichte an der Universität Freiburg. Er schloss das Studium mit dem Ersten Staatsexamen für das Gymnasiallehramt und der Magisterprüfung ab. Der Titel seiner bei Manfred Pütz vorgelegten Magisterarbeit lautete Death and the Media in Selected Works by Don DeLillo.
Von 2004 bis 2007 folgte ein Promotionsstudium der Amerikanistik an der Universität Bonn, das er mit einer Dissertation unter dem Titel The Epitome of Evil: Hitler in American Fiction, 1939–2002 bei Sabine Sielke beendete.
2012 wurde er an der Universität Freiburg im Breisgau mit der Schrift Plots, Designs, and Schemes: American Conspiracy Theories from the Puritans to the Present bei Wolfgang Hochbruck habilitiert.
Butter war von 2013 bis 2014 Professor für Amerikanistik an der Universität Wuppertal.
Seit 2014 ist er W-3-Professor für Amerikanistik an der Universität Tübingen und zugleich Leiter der Abteilung für US-amerikanische Literatur- und Kulturgeschichte.
Als seine Forschungsschwerpunkte benennt Butter Verschwörungstheorien, amerikanische Literatur und Kultur der Kolonialzeit und frühen Republik, Volkskultur, Film und Fernsehen (insbesondere zeitgenössische Fernsehserien), Helden und Heroisierungen, Narratologie, amerikanische Kultur nach 9/11 und Gegenwartsliteratur.

## Mitgliedschaften
- Deutsche Gesellschaft für Amerikastudien
- International Society for the Study of Narrative
- Deutscher Hochschulverband
- 2005–2008 Mitglied und Ko-Koordinator des DFG-Netzwerks „The Futures of European (American) Studies“
- seit April 2008 Junior Fellow in der School of Language & Literature des FRIAS.

- seit April 2018 Initiator, Mitglied und Stellvertretender Vorsitzender (Action Vice Chair) des Projekts zur vergleichenden Analyse von Verschwörungstheorien (COMPACT – Comparative Analysis of Conspiracy Theories) der europäischen Rahmenorganisation zur Koordination von Wissenschaft und Technik (COST).[4]

## Publikationen und ihre Rezeption

### The Epitome of Evil, 2009
Die leicht überarbeitete Dissertation Butters schließt an Alvin Rosenfelds Werk Imagining Hitler an. Thema ist, mit welcher kulturellen und politischen Funktion Adolf Hitler in der US-amerikanischen Literatur und anderen Medien von 1939 bis 2002 dargestellt wurde. Butter versucht, die Faszination der Hitlermetaphorik, ihren Einfluss auf die Einbildungskraft und die Vielzahl literarischer und filmischer Werke zu ergründen. Er zeichnet die Entwicklung der medialen Verarbeitung des Hitlerbildes von der Vorkriegszeit bis zum Krieg gegen den Terror nach. Dabei konzentriert er sich besonders auf die Häufung der Hitler-Darstellungen seit 1968. Die Hitlermetaphorik hat sich nach seiner Auffassung von einem Mittel der Linken zur kritischen Abgrenzung gegen rechts in ein rhetorisches Mittel der politischen Rechten verwandelt, mit Hilfe dessen diese die Stärke und Überlegenheit der USA bestätigt. In entscheidenden historischen Situationen habe dieses neue fiktionale Hitlerbild der Rechten zur politischen Krisenbewältigung gedient: Während des Vietnamkriegs und im Krieg gegen den Terror, also in Zeiten der Krise des imperialen und exzeptionalistischen Sendungsbewusstseins, habe das Hitlerbild als Mittel gegen die Zweifel an der demokratischen Mission der USA gedient.
Ina Bergmann stellt in ihrer Rezension dar, Hauptergebnis der Studie Butters sei, dass die Abgrenzung gegen Hitler vor allem der Herausarbeitung einer manichäischen Weltsicht diene: Die USA verkörpere darin das absolut Gute, Hitler und ihm verwandte Mächte das absolut Böse. Das Hitlerbild diene somit der kulturellen Selbstvergewisserung und Identitätsstärkung durch Abgrenzung gegen das „Andere“. Die Geschichte und Ideologie des Nationalsozialismus werde damit aber moralisch verfestigt, „ontologisiert“, und verliere damit die Eigenschaft, historisch und rational erklärbar zu sein. Darin sieht Butter die Hauptgefahr des Umgangs mit der Vergangenheit, auch unter Einbeziehung der deutschen Verarbeitung der Hitlerthematik, denn aus einer solcherart verfremdeten abstrakten Symbolik des Bösen könne nichts mehr für die selbstkritische Gestaltung von Gegenwart und Zukunft gelernt werden. Butters Analyse, so Bergmann, könne somit als kritische Darstellung des Weges der US-amerikanischen Kultur und ihres Selbstverständnisses gelesen werden. Diesen neuen Weg habe sie nach den Anschlägen vom 11. September eingeschlagen, um sich ihrer nationalen Identität zu vergewissern und diese zu rekonstruieren.

### Plots, Designs, and Schemes, 2014
Inhalt
In seiner englischsprachigen Habilitationsschrift untersucht Butter entsprechend dem Untertitel American Conspiracy Theories from the Puritans to the Present die Theorien, die die US-amerikanischen Regierungen von den Anfängen bis in die 1960er-Jahre zur Durchsetzung ihrer politischen Ziele aktiv verbreitet und durchgesetzt haben. Diesen offiziellen Verschwörungstheorien liegt Butter zufolge eine besondere Auffassung von Kausalität zugrunde: Man glaube, alle Ereignisse gingen auf absichtsvolle Handlungen einzelner oder weniger Personen zurück. Außerdem wurzelten diese Regierungstheorien in der „Ideologie des Republikanismus“ und darüber hinaus im Puritanismus.
Butter arbeitet zunächst eine historische Typologie aus (Kapitel 1) und untersucht darauf in Kapitel 2 den von der Obrigkeit in Salem geschürten Hexenwahn. Er kennzeichnet diesen als „metaphysische puritanische Verschwörungstheorie“ und untersucht, wie der Wahn die Gesellschaft zugleich stabilisierte und destabilisierte.
Im 3. Kapitel thematisiert Butter die Regierungs-Theorie einer Verschwörung der Katholiken aus der ersten Hälfte des 19. Jahrhunderts, in Kapitel 4 die Theorie der Abolitionisten, der „Schwarzen Republikaner“ und die Vorstellung einer Verschwörung der Sklavenhalter, die von der Regierung Abraham Lincolns verbreitet wurde.
Kapitel 5 stellt den Antikommunismus der 1950er-Jahre dar. Die Vorstellung einer Verschwörung der Kommunisten wurde von der US-amerikanischen Regierung über die Behörde zur Bekämpfung antiamerikanischer Umtriebe offiziell vertreten.
Nach Butters Auffassung waren weder der Sieg der amerikanischen Kolonien im Unabhängigkeitskrieg noch der Sieg der Nordstaaten im Bürgerkrieg ohne Theorien gegnerischer Verschwörungen möglich und wurden daher von den Regierungen offiziell vertreten und in der Bevölkerung verbreitet.
Die erste Disqualifizierung und Stigmatisierung von Verschwörungstheorien als unwissenschaftliche Pseudotheorien entstand nach Butters Meinung erst in den 1960er Jahren. Verschwörungstheorien, die von der Regierung verbreitet wurden, waren verschwunden, anstelle dessen entstanden nun neue als subversiv geltende Theorien, die der Regierung selbst verschwörerische Absichten gegen die Bevölkerung unterstellten. Diese  regierungskritischen Theorien wurden von der Regierung als unseriös und unwissenschaftlich stigmatisiert.
Rezension
In seiner Abhandlung über Verschwörung, Praxis, Theorie in der Zeitschrift für Anomalistik urteilt der österreichische Soziologe Alan Schink, Butters Studie sei lesenswert und detailreich, mache aber auch die Grenzen einer abstrakten kulturgeschichtlichen Auseinandersetzung deutlich. Butter hebe formale ideologische Aspekte des Verschwörungsdenkens hervor („belief in conspiracy“, „evil agents“). Diese abstrakt-allgemeinen Kriterien seien aber unzureichend, um tatsächliche Verschwörungen sicherheitspolitisch und praktisch abzugrenzen: Er könne mit diesen Merkmalen nicht die prinzipielle Möglichkeit wirklicher Regierungsverschwörungen ausschließen.
Bei Butter gingen die Dimensionen und Implikationen wirklicher Politik unter, weil er nicht verstehe, was „Verschwörungspraxis“ bedeute. Deren spezifische Merkmale sieht Schink, der eine Wissenschaft von der Verschwörungspraxis fordert (Konspirologie), in Praktiken des Verbergens, der Täuschung, der Lüge und einer dazu komplementären Haltung des Misstrauens.

### Der Washington-Code, 2016
Butter untersucht in dieser Abhandlung den Heldenmythos in der Darstellung amerikanischer Präsidenten von George Washington bis Abraham Lincoln. Er untersucht an über 2000 Gedichten und Liedern, wie diese systematisch und strategisch heroisiert wurden. Sein Hauptbefund ist, dass mit dem Heldenbild George Washingtons ein Modell von republikanischem Heldentum geschaffen worden sei, das genau auf die speziellen politischen Herausforderungen der historischen Situation des Unabhängigkeitskrieges gepasst habe. Die sprachlichen Mittel, die dafür eingesetzt wurden, können seiner Auffassung nach als besonderer Code einer Sprache des Heroischen, als Washington-Code, beschrieben werden, der in der Folgezeit bis zum Bürgerkrieg immer wieder eingesetzt wurde, um die folgenden Präsidenten als Helden oder neue Washingtons zu inszenieren. Erst mit Lincoln habe sich die Methodik und der Stil der Heroisierung geändert.

### Nichts ist, wie es scheint, 2018
Butter analysiert in seinem Buch von 2018 „Nichts ist, wie es scheint“ die allgemeinen Merkmale und Mechanismen von Verschwörungstheorien.
Dorothee Riese und Johannes M. Kies resümieren in ihrer socialnet-Rezension die fünf Kapitel seines Buches, die jeweils einen Aspekt des Themas darstellen: Verschwörungstheorien werden im ersten Kapitel klassifiziert als solche von oben (Regierung) oder unten (Bevölkerung), innen (Inland) oder außen (Ausland). Butter differenziere außerdem reale Theorien der Verschwörung (begrenzte räumliche und zeitliche Reichweite, überschaubarer Täterkreis, Beispiel Watergate) von irrealen Verschwörungstheorien (zeitlich und räumlich allumfassend, unüberschaubarer Kreis von Verantwortlichen).
Im zweiten Kapitel untersuche Butter Methoden, die dazu dienen, einen Schein von Seriosität zu vermitteln, und stellt finanzielle Interessen als häufiges Motiv hinter der Theoriebildung und -verbreitung dar. Kapitel drei untersuche die Motive von Menschen, an Verschwörungstheorien glauben zu wollen: Unterlegenheitsgefühle, Gruppenkohäsion und Identitätsbildung. Basis sei oft ein sehr traditionelles Weltbild, das die Komplexität der modernen Welt nicht verstehe und weiterhin von der Bedeutung einzelner Akteure und ihrer Absichten ausgehe. In den letzten beiden Kapiteln werde die historische Entwicklung nachgezeichnet und die Bedeutung des Internets dargestellt. Als Maßnahmen zum Schutz vor Verschwörungstheorien empfehle Butter historical literacy, media literacy und social literacy.

## Action COMPACT

### Zielsetzung
In dem EU-Forschungsprojekt (action) COMPACT geht es um die systematische Forschung zu Herkunft und Wirkungsweise von Verschwörungstheorien sowie möglicher, falls notwendiger Maßnahmen. Das Projekt soll ein interdisziplinäres und internationales Netzwerk entwickeln, um ein umfassendes Verständnis von Verschwörungstheorien in verschiedenen europäischen Ländern zu ermöglichen, zumal Verschwörungstheorien Extremismus in verschiedenen Regionen und Spannungen zwischen Ländern verstärken können. Erwähnt wird auch die Erosion des Vertrauens in demokratische Institutionen und Einrichtungen. Das bessere Verständnis der Verschwörungstheorien solle „in enger Zusammenarbeit mit den Stakeholdern“ dazu beitragen, effektivere Maßnahmen zu entwickeln, wozu unter anderem Workshops mit Journalisten, Politikern und Lehrern gehören.
Butter ist Vice-Chair des Projekts, das von Peter Knight geleitet wird. Es soll 2020 abgeschlossen sein. 34 Länder nehmen an dem Projekt teil, dazu Russland und Georgien als „near-neighbouring countries“.

### Leitfaden Verschwörungstheorien
COST veröffentlichte im April 2020 einen „Verschwörungsleitfaden“, den Action COMPACT unter Leitung von Knight und Butter entwickelt hat. Dieser klärt grundsätzliche Begrifflichkeiten, um Verschwörungstheorien verständlich zu machen und gibt Empfehlungen zu ihrer Bekämpfung. Eine vollständige Fassung der Empfehlungen finden sich im „Conspiracy Theory Handbook“ von Stephan Lewandowsky und John Cook, das ebenso wie der Leitfaden frei erhältlich ist.
Nach der Definition klärt der Leitfaden den Unterschied zu Fake News, prüft die Frage, ob sie von der CIA erfunden wurden, wie sie funktionieren und worin sie sich von echten Verschwörungen unterscheiden. In den folgenden Kapiteln 6  bis 9 stellen die Autoren dar, wer an Verschwörungstheorien glaubt und warum, wie sie sich historisch entwickelt haben und welchen Effekt das Internet dabei hatte. Kapitel 10 und 11 stellen die Gefährlichkeit und den Zusammenhang mit dem Populismus dar.
Bei den Empfehlungen wird zunächst erklärt, worin die Herausforderung von Verschwörungstheorien bestehe. Erster Schritt zur Bekämpfung sei die Einsicht, dass sie nicht irrational, sondern politisch motiviert seien. Es wird empfohlen, die Verbreitung einzudämmen, Menschen dagegen zu „impfen“ und Verschwörungstheorien zu entlarven. Die Bevölkerung müsse außerdem vor ihnen geschützt werden. Bei überzeugten Verschwörungstheoretikern schlügen aber alle diese Maßnahmen fehl, da sie sich nur noch weiter in ihre „konspirationistische Echokammer“ zurückzögen. Im letzten Kapitel des Maßnahmenteils werden die Erkenntnisse dargestellt, die aus „Deradikalisierungsprogrammen“ bisher gewonnen wurden: Verschwörungstheorien als „unerlässlicher Bestandteil des politischen Extremismus“ könnten im besten Fall durch Einsatz von „Aussteigern“, einfühlsames Vorgehen, Verstärkung der grundsätzlich kritischen Haltung und durch Ansatz bei den politischen Zielen unschädlich gemacht werden.

## Projektleiter „PACT“
Das von der ERC finanzierte Projekt „Populism and Conspiracy Theory (PACT)“ soll die Bedeutung von Verschwörungstheorien für populistische Bewegungen erforschen. Im Mittelpunkt stehen vier europäische Länder (Österreich, Ungarn, Polen, Italien) und zwei Länder im amerikanischen Doppelkontinent (USA und Brasilien). Untersuchungsgegenstand wird in erster Line der Rechts- und Linkspopulismus während der Präsidentschaftswahlkampagnen 2020 sein.

## Analysen einzelner Verschwörungstheorien
Butter vertritt hinsichtlich der Corona-Krise die Auffassung, dass die meisten Verschwörungstheorien im Zusammenhang mit der Corona-Pandemie gewöhnlich nur das „letzte Kapitel im Verschwörungsnarrativ seien“. Die Hauptbösewichte seien vorher schon klar gewesen.

## Rezeption
Butters Buch Nichts ist, wie es scheint wurde von den deutschen Leitmedien ausnahmslos positiv rezipiert, er selbst wurde, wie der österreichische Kulturwissenschaftler Alan Schink schreibt, wiederholt zu Beratungen und öffentlichen Diskussionen eingeladen. Auch bezog sich der deutsche Bundespräsident Frank-Walter Steinmeier in seiner Rede zur Eröffnung der Ausstellung Verschwörungstheorien – früher und heute im 17. Mai 2019 positiv auf Butter. Schink selbst bewertet Butter dagegen kritisch, da er in einigen Passagen seines Buches mit den gleichen Methoden arbeite, die er den „Verschwörungstheoretikern“ vorwirft, nämliche „Vagheit, vermessener Wahrheitsanspruch, selektive Darstellung, Suggestion und Spekulation, Opfer-Inszenierung und Feindbildkonstruktion“. Butter stehe seinem Gegenstand nicht mit der gebotenen wissenschaftlichen Neutralität gegenüber, sondern sei „Teil eines ‚politisch-publizistischen Netzwerks‘ […] und des Diskurs-Milieus, das sein diskursives Anderes, das es kritisiert – die ‚Verschwörungstheoretiker‘ –, eben dadurch wie es es tut, mitkonstruiert.“
Der Kulturwissenschaftler Lukas Friedrich kritisiert die Generalisierungen in Butters Theorie über Verschwörungstheorien, der grundsätzlich als ein wichtiges Merkmal für sie annehme, sie seien immer falsch. Da dies aber nicht der Fall sei, entziehe Butter den „real-praktischen Verschwörungen und vor allem den Untersuchungen, die zu deren Aufklärung nötig waren, ihr theoretisch-hypothesierendes Fundament“. Das große Verdienst von Butters Buch liege aber in seiner Betonung des historisch-kulturellen Kontexts, in dem Verschwörungstheorien gedeihen konnten und können.

## Veröffentlichungen (Auswahl)
- „Nichts ist, wie es scheint“. Über Verschwörungstheorien. Suhrkamp, Berlin 2018, ISBN 978-3-518-07360-5; englisch: The Nature of Conspiracy Theories. Polity, 2020, ISBN 978-1-5095-4082-2.
- Der „Washington-Code“. Zur Heroisierung amerikanischer Präsidenten, 1775–1865. Wallstein, Göttingen 2016, ISBN 978-3-8353-1839-7.
- Plots, designs, and schemes. American conspiracy theories from the Puritans to the present. Walter de Gruyter, Berlin 2014, ISBN 978-3-11-030759-7.
- mit Birte Christ und Patrick Keller (Hrsg.): 9/11, kein Tag, der die Welt veränderte. Schöningh, Paderborn 2011, ISBN 978-3-506-77097-4.
- The Epitome of Evil: Hitler in American Fiction, 1939–2002. Palgrave Macmillan, New York 2009, ISBN 978-0-230-62080-3.
- mit Regina Grundmann und Christina Sanchez (Hrsg.): Zeichen der Zeit. Interdisziplinäre Perspektiven zur Semiotik. Peter Lang, Frankfurt am Main 2008, ISBN 978-3-631-56897-2.
- mit Peter Knight (Hrsg.): The Routledge Handbook of Conspiracy Theories. Routledge, London 2020, ISBN 978-0-8153-6174-9.
- From Panem to the pandemic: an introduction to cultural studies. Narr Francke Attempto, Tübingen 2023, ISBN 978-3-8233-8444-1.
- mit Peter Knight (Hrsg.): Covid Conspiracy Theories in Global Perspective. Routledge, London 2023, ISBN 978-1-03-236213-7 (PDF downloadbar auf taylorfrancis.com).
- mit Katerina Hatzikidi, Constanze Jeitler, Giacomo Loperfido und Lili Turza (Hrsg.): Populism and Conspiracy Theory. Case Studies and Theoretical Perspectives. Routledge, London 2025, ISBN 978-1-03-275482-6 (PDF downloadbar auf taylorfrancis.com).